# Englische Fußballnationalmannschaft (U-19-Frauen)
Die englische U-19-Fußballnationalmannschaft der Frauen repräsentiert England im internationalen Frauenfußball. Die Nationalmannschaft untersteht der The Football Association und derzeit noch von Emma Coates trainiert, die zur Saison 2023/24 jedoch die U23 übernehmen wird und für die noch kein Nachfolger benannt wurde. Der Spitzname der Mannschaft ist Young Lionesses.
Die Mannschaft wurde 1997 als U-18-Nationalmannschaft gegründet und tritt seit 2001 als U-19-Auswahl für England an. Den bislang größten Erfolg feierte das Team mit dem Gewinn der U-19-Europameisterschaft 2009 in Belarus sowie drei weiteren Vize-Europameistertiteln, was der U-21-Nationalmannschaft schon mehrfach die Teilnahme an der Weltmeisterschaft ermöglichte.

## Turnierbilanz

### Europameisterschaft
| Jahr   | Gastgeber      | Platzierung           |
| ------ | -------------- | --------------------- |
| 1998   | mehrere        | Gruppenphase (U18) 1  |
| 1999   | Schweden       | Viertelfinale (U18) 1 |
| 2000   | Frankreich     | nicht qualifiziert    |
| 2001   | Norwegen       | nicht qualifiziert    |
| 2002   | Schweden       | Halbfinale            |
| 2003   | Deutschland    | Halbfinale            |
| 2004   | Finnland       | nicht qualifiziert    |
| 2005   | Ungarn         | Gruppenphase          |
| 2006   | Schweiz        | nicht qualifiziert    |
| 2007   | Island         | Vize-Europameister    |
| 2008   | Frankreich     | Gruppenphase          |
| 2009   | Belarus        | Europameister         |
| 2010   | Nordmazedonien | Vize-Europameister    |
| 2011   | Italien        | nicht qualifiziert    |
| 2012   | Türkei         | Gruppenphase          |
| 2013   | Wales          | Vize-Europameister    |
| 2014   | Norwegen       | Gruppenphase          |
| 2015   | Israel         | Gruppenphase          |
| 2016   | Slowakei       | nicht qualifiziert    |
| 2017   | Nordirland     | Gruppenphase          |
| 2018   | Schweiz        | nicht qualifiziert    |
| 2019   | Schottland     | Gruppenphase          |
| 2020 2 | Georgien 2     | – 2                   |
| 2021 2 | Belarus 2      | – 2                   |
| 2022   | Tschechien     | Gruppenphase          |
| 2023   | Belgien        | nicht qualifiziert    |